# Georges Kister
Georges Kister, né le 26 janvier 1755 à Sarreguemines (duché de Lorraine), mort le 24 décembre 1832 à Saint-Avold (Moselle), est un général français de la Révolution et de l’Empire.

## États de service
Il entre en service le 1er septembre 1764 dans la compagnie de la Légion Royale et il sert en Corse en 1768 et 1769. De retour en France, il obtient le grade de sergent le 1er juin 1773, et il est nommé fourrier dans le régiment Mestre de Camp Général dragons à la dissolution de la légion royale le 16 juin 1776.
Le 27 juillet 1779, il devient adjudant au 1er régiment de chasseurs à cheval, et le 23 septembre 1784, il est nommé sous-lieutenant dans le bataillon des chasseurs des Alpes. Le 27 avril 1787, il passe lieutenant, et il reçoit son brevet de capitaine le 29 février 1788, dans la compagnie auxiliaire du Royal Liégeois. Réformé début mai 1788, il reprend sa lieutenance dans le bataillon de chasseurs des Alpes le 26 mai 1788.
Adjudant-major le 1er avril 1791, il passe capitaine de chasseurs à pied le 5 février 1792 et il est fait chevalier de Saint-Louis le 15 février suivant. Il est affecté à l’état-major général de l’armée du Rhin le 28 mai 1793, comme capitaine adjoint aux adjudants généraux. Le 13 septembre 1793, il est chargé de commander la colonne du centre, destinée à s’emparer du camp de Northweiller. Il l’emporte de vive force, en faisant un grand nombre de prisonniers à l’ennemi, et lui prenant un magasin contenant 1 500 fusils.
En mars 1794, le général en chef l’envoie à Wert, pour prendre le commandement des troupes qui sont sur la ligne du Rhin depuis Lauterbourg jusqu’à Germersheim, et il est nommé chef de brigade le 9 juillet 1794, à la 15e demi-brigade d’infanterie légère. 
En l’an IV, le général en chef de l’armée du Rhin lui confie le commandement de la 31e demi-brigade de ligne, et de la 21e demi-brigade d’infanterie légère. Il se distingue le 30 septembre 1796, à Reichenbach, où trois fois dans la journée il reprend la position que doit occuper l’arrière-garde, malgré la supériorité de l’ennemi, ainsi que le 2 octobre 1796, à la bataille de Biberach, où il a un cheval tué sous lui. Le 24 octobre suivant, il se trouve à la bataille de Schliengen, où il est légèrement blessé d’un coup de feu et à un cheval tué sous lui. À la suite de ces événements, le général Moreau le place à la tête de la 24e demi-brigade de ligne le 10 juin 1797.
Affecté à l’armée d’Italie, il est promu général de brigade le 5 février 1799, et il se distingue le 5 avril suivant à la bataille de Bussolengo, où il est blessé d’un coup de feu et a un cheval tué sous lui, ainsi qu’à la bataille de Cassano le 27 avril 1799, où il combat de sept heures du matin jusqu’à seize heures contre 12 000 autrichiens. Il leur prend une pièce de canon, fait un grand nombre de prisonniers et protège la retraite de l’armée en opposant une vigoureuse résistance à l’ennemi. Blessé dangereusement à la tête d’un coup de sabre, il ne quitte le champ de bataille, que lorsqu’exténué de fatigue, affaibli par la perte de son sang, il a acquis la certitude que sa brigade est en sécurité. 
À peine rétabli, il est envoyé à l’armée des Alpes, et il se distingue de nouveau au combat de Pignerol près de Rivoli le 30 octobre 1799, puis à la bataille de Marengo le 14 juin 1800. Il est de retour en France le 1er juin 1801, et il est mis en non activité le 23 septembre suivant. Le 23 septembre 1802, il est employé dans la 3e division militaire à Metz, et il est fait chevalier de la Légion d’honneur le 11 décembre 1803, puis commandeur de l’ordre le 14 juin 1804.
En 1805, il prend le commandement de la 3e brigade du 3e corps de la Grande Armée, sous les ordres du maréchal Davout, et il se fait remarquer à la bataille d’Austerlitz le 2 décembre 1805, où il a un cheval tué sous lui. Il participe à la Bataille d'Auerstaedt le 14 octobre 1806, puis à celle d’Eylau le 8 février 1807. Ayant de nombreux problèmes de santé, l’Empereur le nomme gouverneur du pays de Fulde, et il est créé baron de l’Empire le 29 juin 1808.
Le 3 janvier 1809, il obtient le commandement d’une subdivision dans la 5e division militaire, et le 8 mars suivant, il fait partie du corps d’observation de l’armée du Rhin. Le 15 avril 1810, il est mis en congé de non activité, et le 19 avril 1811, il est employé à Dantzig. Le 7 juillet 1812, il est nommé au commandement du département de la Charente-Inférieure, mais ne rejoint pas son poste, et est admis à la retraite le 8 août suivant, alors qu'il vient de s'installer à Saint-Avold. Dès que le préfet de la Moselle apprend sa présence à Saint-Avold, il le nomme maire de la ville (1813). C'est donc lui qui organise l'étape à Saint-Avold de l'hôpital militaire de Mayence, replié sur Metz, épisode au cours duquel le typhus des malades de l'hôpital se répand dans la population locale.
Après un intermède correspondant à la première restauration, il est à nouveau nommé maire de Saint-Avold en 1817, poste qu'il occupe jusqu'en 1824.
Il meurt le 24 décembre 1832, à Saint-Avold.

## Dotation
- Le 17 mars 1808, donataire d’une rente de 4 000 francs sur le Trasimène.

## Armoiries
| Figure | Nom du baron et blasonnement |
| ------ | --- |
|        | Armes du baron Georges Kister et de l'Empire, décret du 19 mars 1808, lettres patentes du 29 juin 1808, commandeur de la Légion d'honneur Écartelé; au premier d'or au chevron d'azur accompagné de trois étoiles de même deux en chef , une en pointe; au deuxième des barons militaires; au troisième de gueules au faisceau d'argent; au quatrième d'or au lion rampant d'azur tenant un étendard de même - Livrées : jaune, rouge, bleu. |

## Sources
- H. Tribout, Le général Kister, baron d'Empire, in Revue des Études Napoléoniennes, février 1935, p. 65-93.
- (en) « Generals Who Served in the French Army during the Period 1789 - 1814: Eberle to Exelmans »
- Thierry Pouliquen, « Les généraux français et étrangers ayant servis [sic] dans la Grande Armée » (consulté le 25 novembre 2015)
- « La noblesse d’Empire » (consulté le 25 novembre 2015)
- « Cote LH/1402/5 », base Léonore, ministère français de la Culture
- A. Lievyns, Jean Maurice Verdot, Pierre Bégat, Fastes de la Légion-d'honneur, biographie de tous les décorés accompagnée de l'histoire législative et réglementaire de l'ordre, Tome 3, Bureau de l’administration, 1842, 529 p. (lire en ligne), p. 231.
- Vicomte Révérend, Armorial du premier empire, tome 2, Honoré Champion, libraire, Paris, 1897, p. 364.
- Léon Hennet, Etat militaire de France pour l’année 1793, Siège de la société, Paris, 1903, p. 189.
- Charles Théodore Beauvais et Vincent Parisot, Victoires, conquêtes, revers et guerres civiles des Français, depuis les Gaulois jusqu’en 1792, tome 26, C.L.F Panckoucke, janvier 1822, 414 p. (lire en ligne), p. 20.
- Arthur Chuquet, Ordres et apostilles de Napoléon (1799-1815), paris, librairie ancienne Honoré Champion, 1911, p. 124-189